# Phlugis orioni
Phlugis orioni är en insektsart som beskrevs av Nickle 2003. Phlugis orioni ingår i släktet Phlugis och familjen vårtbitare. Inga underarter finns listade i Catalogue of Life.